# Jörg Buddee
Jörg Karl Friedrich Buddee, född 24 januari 1915 i Göttingen, död 3 december 2003 i Örebro, var en tysk-svensk arkitekt. 
Buddee, som var son till läkaren Friedrich Buddee och Gudrun Rieck-Müller, avlade studentexamen i Sundsvall 1934 och utexaminerades från Kungliga Tekniska högskolan 1950. Han anställd på länsarkitektkontoret i Örebro 1951 och var stadsarkitekt i Örebrotraktens arkitektdistrikt från 1960.